# 王化成 (1913年)
王化成（1913年—2012年），男，直隶（今河北）博野人，中华人民共和国政治人物，曾任哈尔滨市人民政府市长，哈尔滨市人大常委会主任，第六届全国人大代表。